# 33539 Elenaberman
33539 Elenaberman è un asteroide della fascia principale. Scoperto nel 1999, presenta un'orbita caratterizzata da un semiasse maggiore pari a 2,3355661 UA e da un'eccentricità di 0,0782745, inclinata di 6,64540° rispetto all'eclittica.